# Nygården, Falu kommun
Nygården är en bebyggelse i Aspeboda socken i Falu kommun i Dalarnas län. SCB klassade Nygården som en småort från 2005 till 2020. Vid avgränsningen 2020 klassades bebyggelsen som en del av tätorten Aspeboda.